# Alternanthera austrotrinitatis
Alternanthera austrotrinitatis là loài thực vật có hoa thuộc họ Dền. Loài này được (Suesseng.) PEDERSEN mô tả khoa học đầu tiên năm 1976.